# 로버스트 파일 시스템
RFS(Robust File System)는 삼성에서 자체 개발한 플래시 메모리를 위한 파일 시스템이다. FAT32 파일시스템에 기반을 두고 있다. FAT32에 저널링과 웨어 레벨링 기능을 추가했다.